# Cathédrale Saint-Élie d'Alep
Cette  cathédrale ne doit pas être confondue avec une autre cathédrale d'Alep.
 D’autres cathédrales portent le nom de cathédrale Saint-Élie.

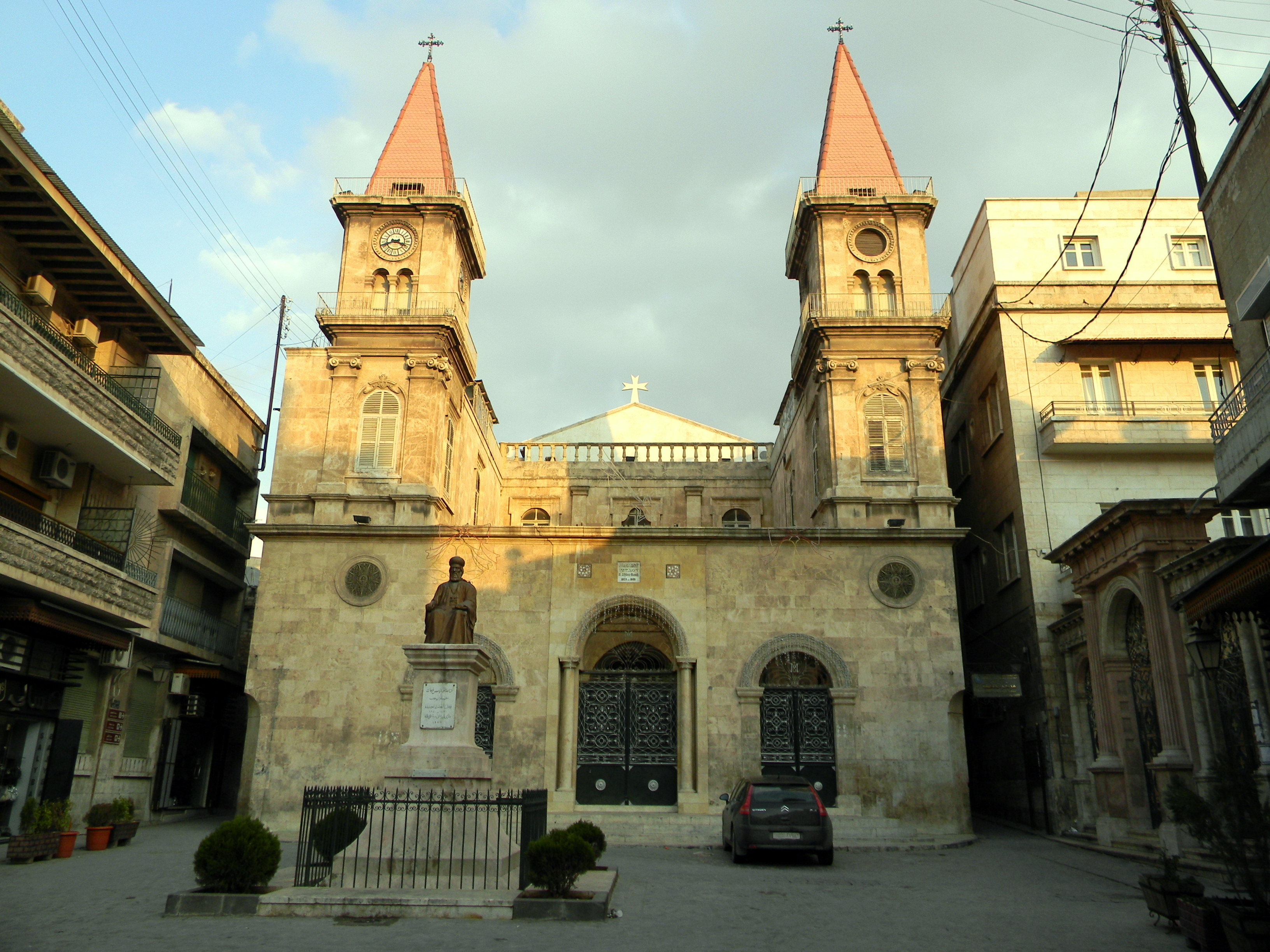
Façade de la cathédrale, devant laquelle se trouve la statue de l'archevêque maronite et poète, Mgr Germain Farhat, 1670-1732, érigée en 1932.

La cathédrale Saint-Élie (en arabe: كاتدرائية القدّيِس الياس) est la cathédrale maronite de la ville d'Alep au nord de la Syrie. Elle se trouve place Farhat, dans le vieux quartier chrétien de Jdeïdé. Construite en 1873 et agrandie en 1914, pendant l'occupation de l'Empire Ottoman, elle remplace une église maronite du XVe siècle. Elle est dédiée au prophète Élie.
Devant la cathédrale, place Farhat, se trouve la statue érigée en 1932 de Mgr Germain Farhat (1670-1732), poète et fondateur de la bibliothèque maronite d'Alep qui regroupe nombre de précieux manuscrits anciens.
La cathédrale a été endommagée en août 2012 pendant la bataille d'Alep par les attaques des rebelles de la Liwa al-Tawhid. L'ancien quartier de Jdeïdé a subi des dommages irréparables. 
Le 26 avril 2015, la cathédrale est sévèrement endommagée, à cause de deux grosses explosions à partir de tunnels creusés par des rebelles sous la vieille ville d'Alep : le toit de la nef s'est effondré et l'intérieur a été saccagé.
En septembre 2019, la charpente a été entièrement rénovée grâce à l'association Œuvre d’Orient.

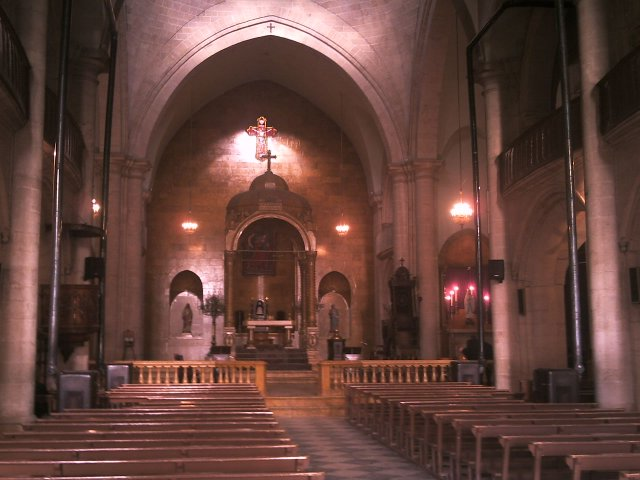
Intérieur de la cathédrale Saint-Élie en 2006.